# Каріна Дойл
Каріна Дойл (англ. Carina Doyle, 6 листопада 1993) — новозеландська плавчиня.
Учасниця Олімпійських Ігор 2020 року, де в естафеті 4x200 метрів вільним стилем її збірна посіла 12-те місце і не потрапила до фіналу.